# Kenia en los Juegos Paralímpicos de Tokio 2020
Kenia estuvo representada en los Juegos Paralímpicos de Tokio 2020 por nueve deportistas, cinco mujeres y cuatro hombres.

## Medallistas
El equipo paralímpico keniano obtuvo las siguientes medallas:
| Nombre                | Deporte   | Evento              |
| --------------------- | --------- | ------------------- |
| Oro                   |           |                     |
| —                     |           |                     |
| Plata                 |           |                     |
| —                     |           |                     |
| Bronce                |           |                     |
| Nancy Chelangat Koech | Atletismo | 1500 m T11 femenino |